# Zikmund Antonín Starý
Zikmund Antonín Starý, O.Praem., také Sigismund Starý, (1829 Želevčice (nyní místní část města Slaný, † 6. září 1905 Praha - Hradčany) byl katolický kněz-premonstrát, v letech 1879–1905 opat Strahovského kláštera, infulovaný zemský prelát, almužník Království českého, generální opat všech premonstrátských klášterů v Rakousku a prokurátor řádu premonstrátů francouzské kongregace Vitalise van den Bruel v Římě
. 1883-1893 byl také poslancem českého sněmu.

## Život
Narodil se pravděpodobně v Želevčicích, jak uvádí farní kronika ve Zlonicích. Při křtu dostal jméno Antonín. Roku 1850 odmaturoval na gymnáziu v Praze a vstoupil do premonstrátské kanonie na Strahově. V letech 1851–1856 studoval na teologické fakultě pražské univerzity (ale není evidován mezi absolventy). V letech 1853–1854 pobýval v klášteře v Teplé. V roce 1856 složil věčné sliby a téhož roku byl vysvěcen na kněze. Poté byl kooperátorem na Svatém kopečku. V letech 1861 až 1871 vyučoval jako profesor dějepis a češtinu v Rakovníku na reálce, vedené Strahovským klášterem. Poté byl kaplanem na faře u Prahy. V letech 1872 až 1878 byl kurátem v Nápravném zařízení v Praze na Hradčanech, v letech 1877 až 1878 již také prozatímním strahovským opatem. Roku 1879 byl zvolen opatem strahovské kanonie. Na generální kapitule řádu premonstrátů ve Vídni roku 1883 byl zvolen generálním opatem všech premonstrátských klášterů v Rakousku a tuto funkci zastával až do smrti. Angažoval se v českém národním obrození. Dále byl prokurátorem řádu premonstrátů francouzské kongregace Vitalise van den Bruel v Římě.
V letech 1883-1893 byl poslancem českého sněmu a v roce 1898 byl za zásluhy vyznamenán Řádem Františka Josefa třetí třídy (komturský kříž).

## Dílo

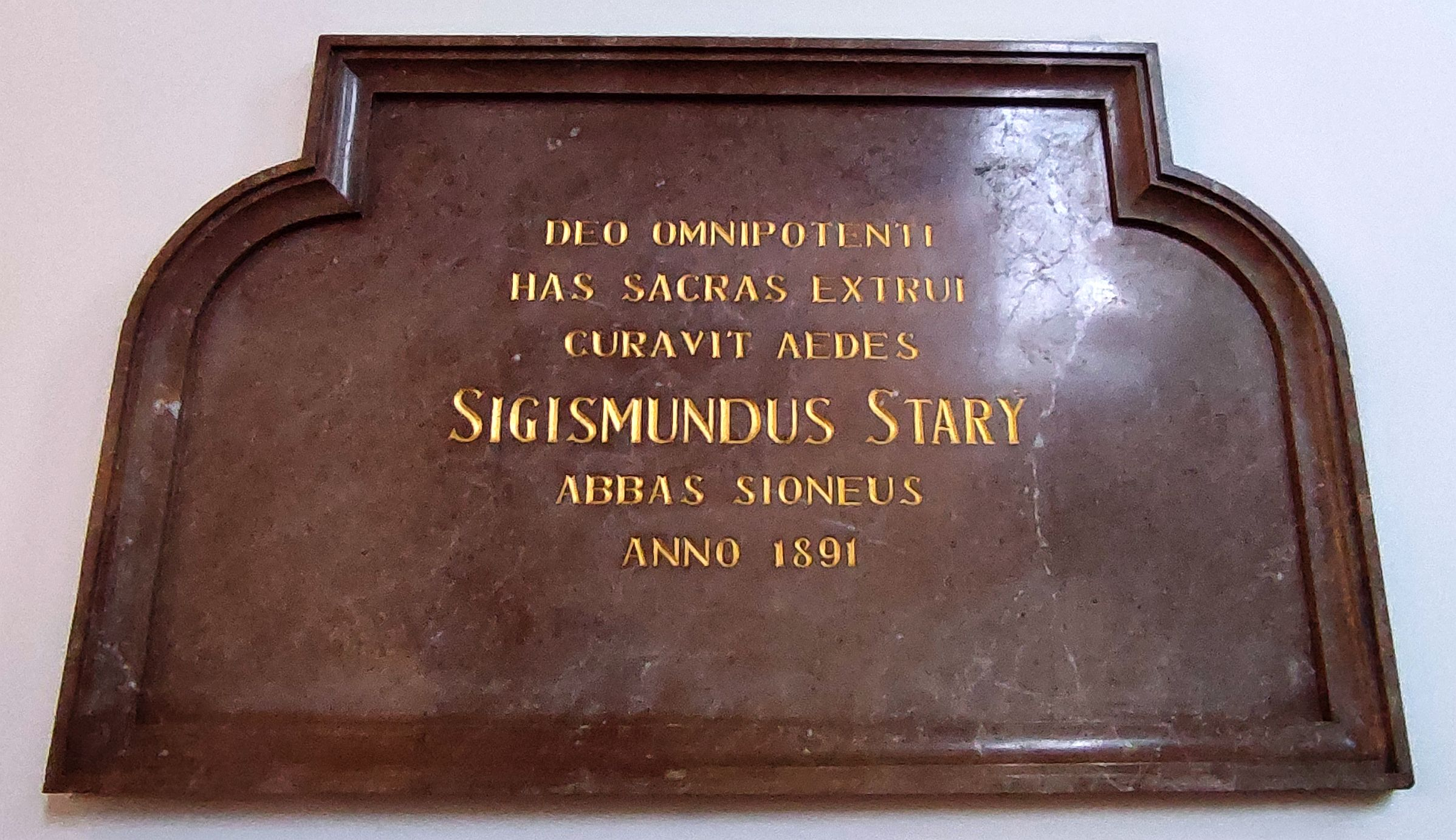
Pamětní deska Zikmunda Starého v kostele sv. Norberta v Praze 6-Střešovicích (1891)

Byl štědrým mecenášem a stavebníkem několika staveb a četných oprav kostelů. Racionálním hospodařením s majetkem kláštera zlepšil jeho hospodářskou situaci.
Zasloužil se o založení a stavbu dvou filiálních kostelů strahovské kanonie: sv. Norberta ve Střešovicích i s budovou fary (na fasádě je jeho znak) a kostela sv. Cyrila a Metoděje v Nebušicích, dále o přestavbu baziliky premonstrátů v Milevsku a generální obnovu kostela sv. Rocha v Praze na Strahově, který otevřel roku 1882 na počest sňatku korunního prince Rudolfa Habsburského s belgickou princeznou Stefanií.
Je pohřben v hrobce opatů v kapli v premonstrátském řádovém oddělení hřbitova v Praze – Nebušicích.